# Reprezentacja Kolumbii w piłce nożnej kobiet
Reprezentacja Kolumbii w piłce nożnej kobiet – kobieca piłkarska reprezentacja Kolumbii. Największym sukcesem reprezentacji jest II miejsce w Copa América w 2010, 2014 i 2022 roku oraz ćwierćfinał na mistrzostwach świata 2023.

## Udział w turniejach międzynarodowych

### Mistrzostwa Świata
Kolumbijskiej drużynie 3 razy udało się zakwalifikować do finałów MŚ.
| Rok   | Runda                   | M                       | W                       | R                       | P                       | GZ                      | GS                      |
| ----- | ----------------------- | ----------------------- | ----------------------- | ----------------------- | ----------------------- | ----------------------- | ----------------------- |
| 1991  | Nie uczestniczyła       | Nie uczestniczyła       | Nie uczestniczyła       | Nie uczestniczyła       | Nie uczestniczyła       | Nie uczestniczyła       | Nie uczestniczyła       |
| 1995  | Nie uczestniczyła       | Nie uczestniczyła       | Nie uczestniczyła       | Nie uczestniczyła       | Nie uczestniczyła       | Nie uczestniczyła       | Nie uczestniczyła       |
| 1999  | Nie zakwalifikowała się | Nie zakwalifikowała się | Nie zakwalifikowała się | Nie zakwalifikowała się | Nie zakwalifikowała się | Nie zakwalifikowała się | Nie zakwalifikowała się |
| 2003  | Nie zakwalifikowała się | Nie zakwalifikowała się | Nie zakwalifikowała się | Nie zakwalifikowała się | Nie zakwalifikowała się | Nie zakwalifikowała się | Nie zakwalifikowała się |
| 2007  | Nie zakwalifikowała się | Nie zakwalifikowała się | Nie zakwalifikowała się | Nie zakwalifikowała się | Nie zakwalifikowała się | Nie zakwalifikowała się | Nie zakwalifikowała się |
| 2011  | Faza grupowa            | 3                       | 0                       | 1                       | 2                       | 0                       | 4                       |
| 2015  | 1/8 finału              | 4                       | 1                       | 1                       | 2                       | 4                       | 5                       |
| 2019  | Nie zakwalifikowała się | Nie zakwalifikowała się | Nie zakwalifikowała się | Nie zakwalifikowała się | Nie zakwalifikowała się | Nie zakwalifikowała się | Nie zakwalifikowała się |
| 2023  | Ćwierćfinał             | 5                       | 3                       | 0                       | 2                       | 6                       | 4                       |
| Razem | 3/9                     | 12                      | 4                       | 2                       | 6                       | 10                      | 13                      |

### Copa América Kobiet
Kolumbijska drużyna wzięła udział we wszystkich turniejach organizowanych od 1998 roku.
| Rok   | Runda             | M                 | W                 | R                 | P                 | GZ                | GS                |
| ----- | ----------------- | ----------------- | ----------------- | ----------------- | ----------------- | ----------------- | ----------------- |
| 1991  | Nie uczestniczyła | Nie uczestniczyła | Nie uczestniczyła | Nie uczestniczyła | Nie uczestniczyła | Nie uczestniczyła | Nie uczestniczyła |
| 1995  | Nie uczestniczyła | Nie uczestniczyła | Nie uczestniczyła | Nie uczestniczyła | Nie uczestniczyła | Nie uczestniczyła | Nie uczestniczyła |
| 1998  | Faza grupowa      | 4                 | 2                 | 0                 | 2                 | 11                | 16                |
| 2003  | III miejsce       | 5                 | 2                 | 1                 | 2                 | 12                | 16                |
| 2006  | Faza grupowa      | 4                 | 1                 | 1                 | 2                 | 4                 | 11                |
| 2010  | II miejsce        | 7                 | 4                 | 1                 | 2                 | 19                | 8                 |
| 2014  | II miejsce        | 7                 | 5                 | 2                 | 0                 | 12                | 2                 |
| 2018  | IV miejsce        | 7                 | 3                 | 2                 | 2                 | 17                | 8                 |
| 2022  | II miejsce        | 6                 | 5                 | 0                 | 1                 | 14                | 4                 |
| Razem | 7/9               | 40                | 22                | 7                 | 11                | 89                | 65                |

### Igrzyska Olimpijskie
| Rok   | Runda                   | M                       | W                       | R                       | P                       | GZ                      | GS                      |
| ----- | ----------------------- | ----------------------- | ----------------------- | ----------------------- | ----------------------- | ----------------------- | ----------------------- |
| 1996  | Nie uczestniczyła       | Nie uczestniczyła       | Nie uczestniczyła       | Nie uczestniczyła       | Nie uczestniczyła       | Nie uczestniczyła       | Nie uczestniczyła       |
| 2000  | Nie zakwalifikowała się | Nie zakwalifikowała się | Nie zakwalifikowała się | Nie zakwalifikowała się | Nie zakwalifikowała się | Nie zakwalifikowała się | Nie zakwalifikowała się |
| 2004  | Nie zakwalifikowała się | Nie zakwalifikowała się | Nie zakwalifikowała się | Nie zakwalifikowała się | Nie zakwalifikowała się | Nie zakwalifikowała się | Nie zakwalifikowała się |
| 2008  | Nie zakwalifikowała się | Nie zakwalifikowała się | Nie zakwalifikowała się | Nie zakwalifikowała się | Nie zakwalifikowała się | Nie zakwalifikowała się | Nie zakwalifikowała się |
| 2012  | Faza grupowa            | 3                       | 0                       | 0                       | 3                       | 0                       | 6                       |
| 2016  | Faza grupowa            | 3                       | 0                       | 1                       | 2                       | 2                       | 7                       |
| 2020  | Nie zakwalifikowała się | Nie zakwalifikowała się | Nie zakwalifikowała się | Nie zakwalifikowała się | Nie zakwalifikowała się | Nie zakwalifikowała się | Nie zakwalifikowała się |
| 2024  | Awans                   | Awans                   | Awans                   | Awans                   | Awans                   | Awans                   | Awans                   |
| Razem | 3/8                     | 6                       | 0                       | 1                       | 5                       | 2                       | 13                      |

## Skład
Aktualny skład dostępny jest na stronie internetowej soccerdonna.de

## MŚ 2023
| Zespół           | Pkt | M | W | R | P | Br+ | Br− | +/− |
| ---------------- | --- | - | - | - | - | --- | --- | --- |
| Kolumbia         | 6   | 3 | 2 | 0 | 1 | 4   | 2   | +2  |
| Maroko           | 6   | 3 | 2 | 0 | 1 | 2   | 6   | -4  |
| Niemcy           | 4   | 3 | 1 | 1 | 1 | 8   | 3   | +5  |
| Korea Południowa | 1   | 3 | 0 | 1 | 2 | 1   | 4   | -3  |